# فيروس التهاب الدماغ المحمول بالقراد
فيروس التهاب الدماغ المحمول بالقراد (بالإنجليزية: Tick-borne meningoencephalitis virus)‏ هو الفيروس المرتبط بالإصابة بالتهاب الدماغ المحمول بالقراد.

## التصنيف
يصنف فيروس التهاب الدماغ المحمول بالقراد ضمن جنس الفيروسة المصفرة. هذا الجنس يضم فيروسات أخرى مثل فيروس داء غابة كياسانور وفيروس حمى أومسك النزفية وفيروس الداء القفزي وفيروس لانغات وفيروس الخرمة.

## الأنواع
هنالك 3 أنواع من فيروس التهاب الدماغ المحمول بالقراد:
- النوع الأوروبي الغربي، كان يسمى سابقا فيروس التهاب الدماغ الأوروبي الغربي (CEEV)، وأبرز ناقل له اللبود الخروعي (لبود خروعي).
- النوع السيبيري، كان يسمى سابقا فيروس التهاب الدماغ السيبيري الغربي، وأبرز ناقل له اللبود الفوقي الثلم (لبود فوقي الثلم).
- نوع الشرق الأقصى، كان يسمى سابقا فيروس التهاب الدماغ الربيع والصيف الروسي، وأبرز ناقل له اللبود الفوقي الثلم (لبود فوقي الثلم).[3]

السلالة المرجعية هي سلالة سوفجين.

## دورة الحياة
يصل الفيروس إلى الناقل عندما تأخذ القُرادة وجبة دموية من مُضيف مصاب. يمكن أن يحدث هذ الأمر في أي مرحلة من حياة القرادة ولكن الانتقال الأفقي بين الحوريات المصابة واليرقات غير المصابة التي تتغذى من نفس المضيف ربما يشكل مفتاح الحفاظ على انتقال الفيروس. يدخل الفيروس الموجود في دم المضيف إلى جسم القرادة في المعي المتوسط وينتقل منه إلى الغدد اللعابية ومنها إلى المضيف التالي. عند القراد غير البالغ، ينتقل الفيروس خلال مراحل الحياة عبر الخلايا المصابة التي لا تُدمر خلال الانسلاخ، وبالتالي تظل القرادة مُعدية طوال حياتها. يمكن أن تكون القرادة البالغة المصابة قادرة على وضع البيوض المصابة، وبهذا تنقل الفيروس عبر المبيض.

## الإمراضية والاستجابة المناعية
باستثناء الحالات المنقولة عبر الطعام، تبدأ العدوى في الجلد في موقع لدغة القرادة. تُستهدف الخلايا المُتغصّنة (أو خلايا لانغرهانس) بشكل تفضيلي. يتضاعف الفيروس في البداية موضعيًا وتُحرض الاستجابة المناعية عندما تتمكن مستقبلات التعرف على الأنماط الموجودة ضمن العُصارة الخلوية، مثل المستقبلات الشبيهة بالتول، من التعرف على المكونات الفيروسية. يؤدي التعرف إلى إطلاق السيتوكينات ومنها الإنترفيرونات ألفا وبيتا وغاما والكيموكينات وهو ما يجذب الخلايا المناعية المهاجرة إلى موقع اللدغة. يمكن أن يُضبط الخمج في هذه المرحلة وينتهي، قبل بدء الأعراض الملحوظة. من اللافت أن لعاب القرادة يعزز حدوث الخمج من خلال تعديل الاستجابة المناعية عند المضيف معطلًا إشارات الموت الخلوي المبرمج. إذا استمر الخمج، تصاب البالعات الكبيرة والخلايا المتغصنة المهاجرة بالعدوى وتنتقل إلى العقدة اللمفية النزحية القريبة حيث تُفعل الكريات البيض المحببة وجملة المتممة والوحيدات.
يمكن أن تصبح العقدة اللمفية النزحية موقعًا لتضخم التضاعف الفيروسي، وتنتشر منها الفيروسات جهازيًا. مرحلة التفيرس هذه مسؤولة عن ظهور الطور الأعراضي الأول في النمط النموذجي للإصابة بالتهاب الدماغ بالفيروس المحمول بالقرادة (النمط ثنائي الطور). يفضل الفيروس بقوة الأنسجة العصبية ويغزو الجهاز العصبي. في مرحلة التفيرس الأولى يتمكن الفيروس من الوصول إلى عدد من الأنسجة المفضلة. ولكن الآلية الدقيقة التي يستطيع من خلالها الدخول إلى الجهاز العصبي المركزي مازالت غير واضحة. يفسر عدد من الآليات المقترحة قدرة الفيروس على خرق الحاجز الدماغي الدموي: 1) آلية «حصان طروادة»، وفيها يدخل الفيروس الجهاز العصبي المركزي من خلال وجوده ضمن خلية مناعية تعبر الحاجز الدماغي الدموي؛ 2) زيادة وخلل في نفوذية الحاجز الدماغي الدموي سببها السيتوكينات المناعية؛ 3) إصابة العصبونات الشمية؛ 4) بالانتقال الراجع من الأعصاب المحيطية وصولًا إلى الجهاز العصبي؛ 5) إصابة الخلايا التي تساهم في تشكيل الحاجز الدماغي الدموي.  
مع وصول العدوى إلى الجهاز العصبي المركزي يبدأ الطور الثاني من الإصابة في النمط الكلاسيكي ثنائي الطور الذي يرافق النوع الفرعي الأوروبي. إصابة الجهاز العصبي المركزي ذات طبيعة إمراضية مناعية؛ يؤدي إطلاق السيتوكينات الالتهابية المترافق مع الفعل السام الخلوي للخلايا التائية إيجابية المستقبل سي دي 8 وربما الخلايا القاتلة الطبيعية إلى الالتهاب والموت الخلوي المبرمج للخلايا المصابة وهو ما يسبب الكثير من الأعراض المتعلقة بالجهاز العصبي المركزي.

### الاستجابة الخلطية
تُنتج الأضداد من النمط إم وجي النوعية لفيروس التهاب الدماغ المحمول بالقراد استجابة للإصابة. تظهر الأضداد من النمط «إم» وتبلغ ذروتها أولًا، وتصل إلى مستويات عالية، وتختفي عادة بعد شهر ونصف من الإصابة، رغم وجود اختلافات ملحوظة بين فرد وآخر.
تبلغ الأضداد من النمط جي ذروتها بعد ستة أسابيع من ظهور أعراض الجهاز العصبي المركزي، ثم تنحدر قليلًا ولكنها لا تختفي وتؤدي غالبًا إلى اكتساب مناعة دائمة ضد المرض.